# Campeonato Europeu de Halterofilismo de 1990
O Campeonato Europeu de Halterofilismo de 1990 foi a 69ª edição do campeonato, sendo organizado pela Federação Europeia de Halterofilismo, em Ålborg, na Dinamarca, entre 14 a 20 de maio de 1990. Foram disputadas 10 categorias com a presença de 126 halterofilistas de 23 nacionalidades no evento masculino. Também ocorreu a 3ª edição do Campeonato Europeu de Halterofilismo feminino, organizado pela Federação Europeia de Halterofilismo, em Santa Cruz de Tenerife na Espanha. A edição feminina contou com nove categorias.

## Medalhistas

### Masculino
| Evento                       | Ouro                                    | Ouro              | Prata                               | Prata             | Bronze                                 | Bronze            |
| Mosca (até 52 kg)            | Mosca (até 52 kg)                       | Mosca (até 52 kg) | Mosca (até 52 kg)                   | Mosca (até 52 kg) | Mosca (até 52 kg)                      | Mosca (até 52 kg) |
| ---------------------------- | --------------------------------------- | ----------------- | ----------------------------------- | ----------------- | -------------------------------------- | ----------------- |
| Arranque                     | Traian Cihărean · Roménia               | 115,0 kg          | Ivan Ivanov · Bulgária              | 115,0 kg          | Jacek Gutowski · Polónia               | 105,0 kg          |
| Arremesso                    | Ivan Ivanov · Bulgária                  | 150,0 kg          | Traian Cihărean · Roménia           | 132,5 kg          | Jacek Gutowski · Polónia               | 132,5 kg          |
| Total                        | Ivan Ivanov · Bulgária                  | 265,0 kg          | Traian Cihărean · Roménia           | 247,5 kg          | Jacek Gutowski · Polónia               | 237,5 kg          |
| Galo (até 56 kg)             |                                         |                   |                                     |                   |                                        |                   |
| Arranque                     | Sevdalin Marinov · Bulgária             | 120,0 kg          | Marek Gorzelniak · Polónia          | 115,0 kg          | Laurent Fombertasse · França           | 110,0 kg          |
| Arremesso                    | Sevdalin Marinov · Bulgária             | 145,0 kg          | Laurent Fombertasse · França        | 142,5 kg          | Marek Gorzelniak · Polónia             | 140,0 kg          |
| Total                        | Sevdalin Marinov · Bulgária             | 265.0 kg          | Marek Gorzelniak · Polónia          | 255.0 kg          | Laurent Fombertasse · França           | 252.5 kg          |
| Pena (até 60 kg)             |                                         |                   |                                     |                   |                                        |                   |
| Arranque                     | Attila Czanka · Roménia                 | 140,0 kg          | Nikolay Peshalov · Bulgária         | 132,5 kg          | Artur Duraj · Albânia                  | 122,5 kg          |
| Arremesso                    | Attila Czanka · Roménia                 | 170,0 kg          | Nikolay Peshalov · Bulgária         | 155,0 kg          | Artur Duraj · Albânia                  | 147,5 kg          |
| Total                        | Attila Czanka · Roménia                 | 310,0 kg          | Nikolay Peshalov · Bulgária         | 287,5 kg          | Artur Duraj · Albânia                  | 270,0 kg          |
| Leve (até 67,5 kg)           |                                         |                   |                                     |                   |                                        |                   |
| Arranque                     | Yoto Yotov · Bulgária                   | 155,0 kg          | Israel Militosyan · União Soviética | 155,0 kg          | Bogdan Bakula · Polónia                | 142,5 kg          |
| Arremesso                    | Yoto Yotov · Bulgária                   | 185,0 kg          | Israel Militosyan · União Soviética | 180,0 kg          | Attila Feri · Roménia                  | 175,0 kg          |
| Total                        | Yoto Yotov · Bulgária                   | 340,0 kg          | Israel Militosyan · União Soviética | 335,0 kg          | Ergün Batmaz · Turquia                 | 315,0 kg          |
| Médio (até 75 kg)            |                                         |                   |                                     |                   |                                        |                   |
| Arranque                     | Vladimir Kuznetsov · União Soviética    | 162,5 kg          | Waldemar Kosiński · Polónia         | 160,0 kg          | Andrei Socaci · Roménia                | 160,0 kg          |
| Arremesso                    | Vladimir Kuznetsov · União Soviética    | 197,5 kg          | Waldemar Kosiński · Polónia         | 195,0 kg          | Nicolae Niţu · Roménia                 | 192,5 kg          |
| Total                        | Vladimir Kuznetsov · União Soviética    | 360,0 kg          | Waldemar Kosiński · Polónia         | 355,0 kg          | Andrei Socaci · Roménia                | 352,5 kg          |
| Pesado-ligeiro (até 82,5 kg) |                                         |                   |                                     |                   |                                        |                   |
| Arranque                     | Altimurat Orazdurdiev · União Soviética | 172,5 kg          | Kiril Kounev · Bulgária             | 170,0 kg          | Krzysztof Siemion · Polónia            | 167,5 kg          |
| Arremesso                    | Altimurat Orazdurdiev · União Soviética | 205,0 kg          | Krzysztof Siemion · Polónia         | 200,0 kg          | Kiril Kounev · Bulgária                | 200,0 kg          |
| Total                        | Altimurat Orazdurdiev · União Soviética | 377,5 kg          | Kiril Kounev · Bulgária             | 370,0 kg          | Krzysztof Siemion · Polónia            | 367,5 kg          |
| Meio-pesado (até 90 kg)      |                                         |                   |                                     |                   |                                        |                   |
| Arranque                     | Slawomir Zawada · Polónia               | 185,0 kg          | Anatoly Khrapaty · União Soviética  | 182,5 kg          | Ivan Chakarov · Bulgária               | 180,0 kg          |
| Arremesso                    | Anatoly Khrapaty · União Soviética      | 220,0 kg          | Ivan Chakarov · Bulgária            | 215,0 kg          | Slawomir Zawada · Polónia              | 215,0 kg          |
| Total                        | Anatoly Khrapaty · União Soviética      | 402,5 kg          | Slawomir Zawada · Polónia           | 400,0 kg          | Ivan Chakarov · Bulgária               | 395,0 kg          |
| Pesado I (até 100 kg)        |                                         |                   |                                     |                   |                                        |                   |
| Arranque                     | Nicu Vlad · Roménia                     | 192,5 kg          | Sergey Kopytov · União Soviética    | 185,0 kg          | Petar Stefanov · Bulgária              | 170,0 kg          |
| Arremesso                    | Sergey Kopytov · União Soviética        | 235,0 kg          | Nicu Vlad · Roménia                 | 227,5 kg          | Francis Tournefier · França            | 220,0 kg          |
| Total                        | Sergey Kopytov · União Soviética        | 420,0 kg          | Nicu Vlad · Roménia                 | 420,0 kg          | Francis Tournefier · França            | 385,0 kg          |
| Pesado II (até 110 kg)       |                                         |                   |                                     |                   |                                        |                   |
| Arranque                     | Rizvan Geliskhanov · União Soviética    | 202,5 kg          | Yury Zakharevich · União Soviética  | 200,0 kg          | Stefan Botev · Bulgária                | 195,0 kg          |
| Arremesso                    | Stefan Botev · Bulgária                 | 250,0 kg          | Yury Zakharevich · União Soviética  | 242,5 kg          | Rizvan Geliskhanov · União Soviética   | 237,5 kg          |
| Total                        | Stefan Botev · Bulgária                 | 445,0 kg          | Yury Zakharevich · União Soviética  | 442,5 kg          | Rizvan Geliskhanov · União Soviética   | 440,0 kg          |
| Superpesado (+ 110 kg)       |                                         |                   |                                     |                   |                                        |                   |
| Arranque                     | Aleksandr Kurlovich · União Soviética   | 210,0 kg          | Leonid Taranenko · União Soviética  | 205,0 kg          | Manfred Nerlinger · Alemanha Ocidental | 197,5 kg          |
| Arremesso                    | Aleksandr Kurlovich · União Soviética   | 257,5 kg          | Manfred Nerlinger · Alemanha        | 257,5 kg          | Leonid Taranenko · União Soviética     | 247,5 kg          |
| Total                        | Aleksandr Kurlovich · União Soviética   | 467,5 kg          | Manfred Nerlinger · Alemanha        | 455,0 kg          | Leonid Taranenko · União Soviética     | 452,5 kg          |

### Feminino
| Evento    | Ouro                           | Ouro     | Prata                          | Prata    | Bronze                           | Bronze   |
| --------- | ------------------------------ | -------- | ------------------------------ | -------- | -------------------------------- | -------- |
| 44 kg     | Csilla Földi · Hungria         | 132,5 kg | Eulália Romão · Portugal       | 115,0 kg | Ángeles Suárez · Espanha         | 115,0 kg |
| 48 kg     | María Dolores Sotoca · Espanha | 135,0 kg | Sara Duarte · Portugal         | 132,5 kg | Pepa Demireva · Bulgária         | 130,0 kg |
| 52 kg     | Siika Stoeva · Bulgária        | 152,5 kg | Pauline Haughton · Reino Unido | 147,5 kg | Zhaneta Gueorguieva · Bulgária   | 147,5 kg |
| 56 kg     | Neli Yankova · Bulgária        | 175,0 kg | Guergana Kirilova · Bulgária   | 162,5 kg | Sandra Gómez · Espanha           | 157,5 kg |
| 60 kg     | María Jristoforidu · Grécia    | 185,0 kg | Daniela Kerkelova · Bulgária   | 175,0 kg | Annette Campbell · Reino Unido   | 155,0 kg |
| 67,5 kg   | Milena Trendafilova · Bulgária | 215,0 kg | Jeanette Rose · Reino Unido    | 177,5 kg | María Dolores Martínez · Espanha | 177,5 kg |
| 75 kg     | Mária Takács · Hungria         | 202,5 kg | Susanna Samuelsson · Finlândia | 190,0 kg | Theodula Spanú · Grécia          | 187,5 kg |
| 82,5 kg   | Judith Oakes · Reino Unido     | 200,0 kg | Valkana Tosheva · Bulgária     | 197,5 kg | Karoliina Leppäluoto · Finlândia | 175,0 kg |
| + 82,5 kg | Jristina Ilieva · Bulgária     | 185,0 kg | Margaret Lynes · Reino Unido   | 175,0 kg | Veronika Tóbiás · Hungria        | 170,0 kg |

## Quadro de medalhas
Quadro de medalhas no total combinado
| Ordem | País            | Medalha de ouro | Medalha de prata | Medalha de bronze | Total |
| ----- | --------------- | --------------- | ---------------- | ----------------- | ----- |
| 1     | Bulgária        | 8               | 5                | 3                 | 16    |
| 2     | União Soviética | 5               | 2                | 2                 | 9     |
| 3     | Hungria         | 2               | 0                | 1                 | 3     |
| 4     | Reino Unido     | 1               | 3                | 1                 | 5     |
| 5     | Roménia         | 1               | 2                | 1                 | 4     |
| 6     | Espanha         | 1               | 0                | 3                 | 4     |
| 7     | Grécia          | 1               | 0                | 1                 | 2     |
| 8     | Polónia         | 0               | 3                | 2                 | 5     |
| 9     | Portugal        | 0               | 2                | 0                 | 2     |
| 10    | Finlândia       | 0               | 1                | 1                 | 2     |
| 11    | Alemanha        | 0               | 1                | 0                 | 1     |
| 12    | França          | 0               | 0                | 2                 | 2     |
| 13    | Albânia         | 0               | 0                | 1                 | 1     |
| 13    | Turquia         | 0               | 0                | 1                 | 1     |
| Total | Total           | 19              | 19               | 19                | 57    |